# Aeroport d'Inhaca
L'aeroport de Inhaca (codi IATA: IHC, codi OACI: FQIA) és l'únic aeroport de l'illa d'Inhaca, a Moçambic. Està localitzat al nord-oest de l'illa. A principis de 2012, la terminal aèria no tenia vols regulars. L'aeroport opera amb vols xàrter des de l'aeroport Internacional de Maputo i, ocasionalment, des de Sud-àfrica.

## Vols programats
| Aerolínies   | Destinacions |
| ------------ | ------------ |
| Transairways | Maputo       |

Fins a l'any 2010, Kaya Airlines operava la ruta Inhaca - Maputo. Quan l'empresa va interrompre les seves operacions, es van mantenir únicament els vols xàrter. A principis de desembre de 2012, l'empresa va anunciar que restabliria els vols regulars a l'illa.

## Serveis
L'aeroport es troba a una altura de 8 peus (2 m) sobre el nivell mitjà del mar. Hi ha una pista d'aterratge que té una superfície de 650 metres (2,133 ft).